# Galianthe pseudopetiolata
Galianthe pseudopetiolata är en måreväxtart som beskrevs av Elsa Leonor Cabral. Galianthe pseudopetiolata ingår i släktet Galianthe och familjen måreväxter. Inga underarter finns listade i Catalogue of Life.